# Loxonematoidea
De Loxonematoidea zijn een superfamilie van uitgestorven weekdieren uit de klasse van de Gastropoda (slakken).

## Families
- † Loxonematidae Koken, 1889
- † Palaeozygopleuridae Horný, 1955